# Theo Jørgensen
Theo Jørgensen (* 3. Mai 1972 in Roskilde) ist ein professioneller dänischer Pokerspieler.

## Persönliches
Jørgensen studierte Wirtschaft in Kopenhagen und arbeitete später in einem Casino. Er lebt in Kopenhagen.

## Pokerkarriere
Jørgensen spielt online unter dem Nickname Theo J und war bis Ende 2016 Teil des Team PokerStars. Seit 2004 nimmt er an renommierten Live-Turnieren teil.
Jørgensen gewann im Oktober 2004 im österreichischen Baden die Poker-Europameisterschaft in der Variante Seven Card Stud und erhielt eine Siegprämie von mehr als 100.000 Euro. Bei einem Event der World Series of Poker Europe gewann er im September 2008 in London ein Bracelet sowie umgerechnet fast 400.000 US-Dollar Preisgeld. Seinen bisher höchsten Gewinn sicherte er sich im Mai 2010 mit dem Sieg beim Main Event der World Poker Tour (WPT) in Paris in Höhe von knapp 640.000 Euro. Bei der World Series of Poker im Rio All-Suite Hotel and Casino am Las Vegas Strip erreichte der Däne im Juli 2010 im Main Event den siebten Turniertag und schied dort auf dem mit mehr als 250.000 US-Dollar dotierten 30. Platz aus. Im September 2012 saß er beim WPT-Main-Event in Paris erneut am Finaltisch und belegte den mit knapp 265.000 Euro bezahlten zweiten Platz. Mitte März 2013 erreichte Jørgensen beim Main Event der European Poker Tour in London den Finaltisch und wurde Vierter für umgerechnet rund 275.000 US-Dollar. Anschließend blieben lange größere Turniererfolge aus, ehe er Mitte September 2022 im King’s Resort in Rozvadov das High Roller des Big Wrap PLO mit einem Hauptpreis von rund 425.000 Euro für sich entschied.
Insgesamt hat sich Jørgensen mit Poker bei Live-Turnieren mehr als 4 Millionen US-Dollar erspielt.